# Goryphus nursei
Goryphus nursei là một loài tò vò trong họ Ichneumonidae.